# Grand Prix Formule 1 van Monaco 1985
De Grand Prix Formule 1 van Monaco 1985 werd verreden op 19 mei op het Circuit de Monaco in Monte Carlo. Het was de vierde race van het seizoen.

## Uitslag
| Positie | Nummer | Rijder             | Team              | Ronden | Tijd/Opgave | Startplaats | Punten |
| ------- | ------ | ------------------ | ----------------- | ------ | ----------- | ----------- | ------ |
| 1       | 2      | Alain Prost        | McLaren-TAG       | 78     | 1:51:58.034 | 5           | 9      |
| 2       | 27     | Michele Alboreto   | Ferrari           | 78     | + 7.541     | 3           | 6      |
| 3       | 11     | Elio de Angelis    | Lotus-Renault     | 78     | + 1:27.171  | 9           | 4      |
| 4       | 25     | Andrea de Cesaris  | Ligier-Renault    | 77     | + 1 Ronde   | 8           | 3      |
| 5       | 16     | Derek Warwick      | Renault           | 77     | + 1 Ronde   | 10          | 2      |
| 6       | 26     | Jacques Laffite    | Ligier-Renault    | 77     | + 1 Ronde   | 16          | 1      |
| 7       | 5      | Nigel Mansell      | Williams-Honda    | 77     | + 1 Ronde   | 2           |        |
| 8       | 6      | Keke Rosberg       | Williams-Honda    | 76     | + 2 Rondes  | 7           |        |
| 9       | 18     | Thierry Boutsen    | Arrows-BMW        | 76     | + 2 Rondes  | 6           |        |
| 10      | 3      | Martin Brundle     | Tyrrell-Ford      | 74     | + 4 Rondes  | 18          |        |
| 11      | 30     | Jonathan Palmer    | Zakspeed          | 74     | + 4 Rondes  | 19          |        |
| NF      | 1      | Niki Lauda         | McLaren-TAG       | 17     | Spin        | 14          |        |
| NF      | 22     | Riccardo Patrese   | Alfa Romeo        | 16     | Ongeluk     | 12          |        |
| NF      | 7      | Nelson Piquet      | Brabham-BMW       | 16     | Ongeluk     | 13          |        |
| NF      | 19     | Teo Fabi           | Toleman-Hart      | 16     | Turbo       | 20          |        |
| NF      | 12     | Ayrton Senna       | Lotus-Renault     | 13     | Motor       | 1           |        |
| NF      | 23     | Eddie Cheever      | Alfa Romeo        | 10     | Alternator  | 4           |        |
| NF      | 28     | Stefan Johansson   | Ferrari           | 1      | Ongeluk     | 15          |        |
| NF      | 17     | Gerhard Berger     | Arrows-BMW        | 0      | Ongeluk     | 11          |        |
| NF      | 15     | Patrick Tambay     | Renault           | 0      | Ongeluk     | 17          |        |
| NQ      | 24     | Piercarlo Ghinzani | Osella-Alfa Romeo |        |             |             |        |
| NQ      | 4      | Stefan Bellof      | Tyrrell-Ford      |        |             |             |        |
| NQ      | 10     | Philippe Alliot    | RAM-Hart          |        |             |             |        |
| NQ      | 9      | Manfred Winkelhock | RAM-Hart          |        |             |             |        |
| NQ      | 8      | Francois Hesnault  | Brabham-BMW       |        |             |             |        |

## Statistieken
| Pole-position | Ayrton Senna     | Lotus-Renault | 1:20.450 |
| Snelste ronde | Michele Alboreto | Ferrari       | 1:22.637 |

## Noot
- Dit was de tiende podiumplaats voor Michele Alboreto.

1929 · 1930 · 1931 · 1932 · 1933 · 1934 · 1935 · 1936 · 1937 · 1948 · 1950 · 1955 · 1956 · 1957 · 1958 · 1959 · 1960 · 1961 · 1962 · 1963 · 1964 · 1965 · 1966 · 1967 · 1968 · 1969 · 1970 · 1971 · 1972 · 1973 · 1974 · 1975 · 1976 · 1977 · 1978 · 1979 · 1980 · 1981 · 1982 · 1983 · 1984 · 1985 · 1986 · 1987 · 1988 · 1989 · 1990 · 1991 · 1992 · 1993 · 1994 · 1995 · 1996 · 1997 · 1998 · 1999 · 2000 · 2001 · 2002 · 2003 · 2004 · 2005 · 2006 · 2007 · 2008 · 2009 · 2010 · 2011 · 2012 · 2013 · 2014 · 2015 · 2016 · 2017 · 2018 · 2019 · 2020 · 2021 · 2022 · 2023 · 2024 · 2025